# Hohes Schloss Füssen

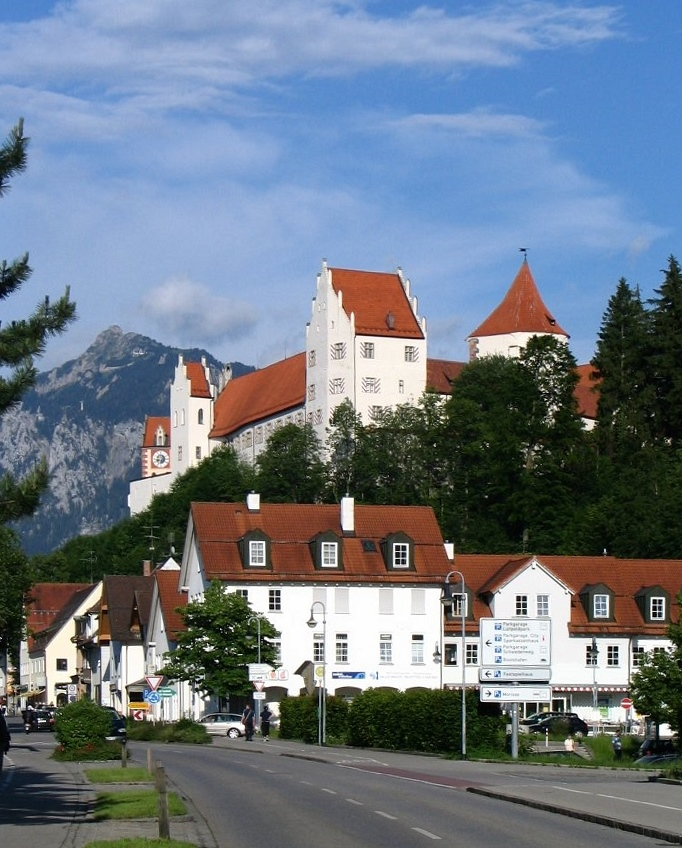
Das Hohe Schloss über Füssen

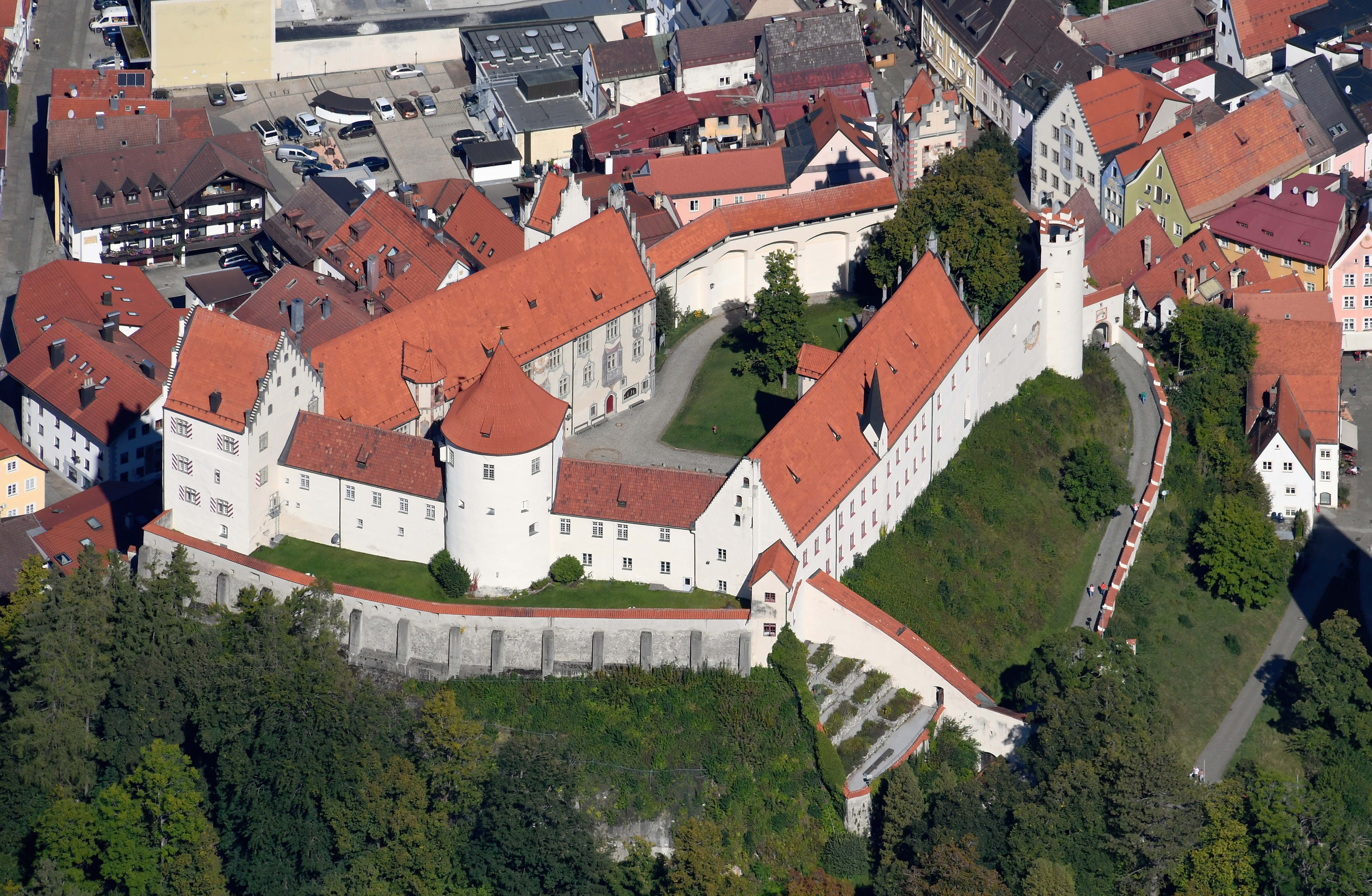
Luftbild

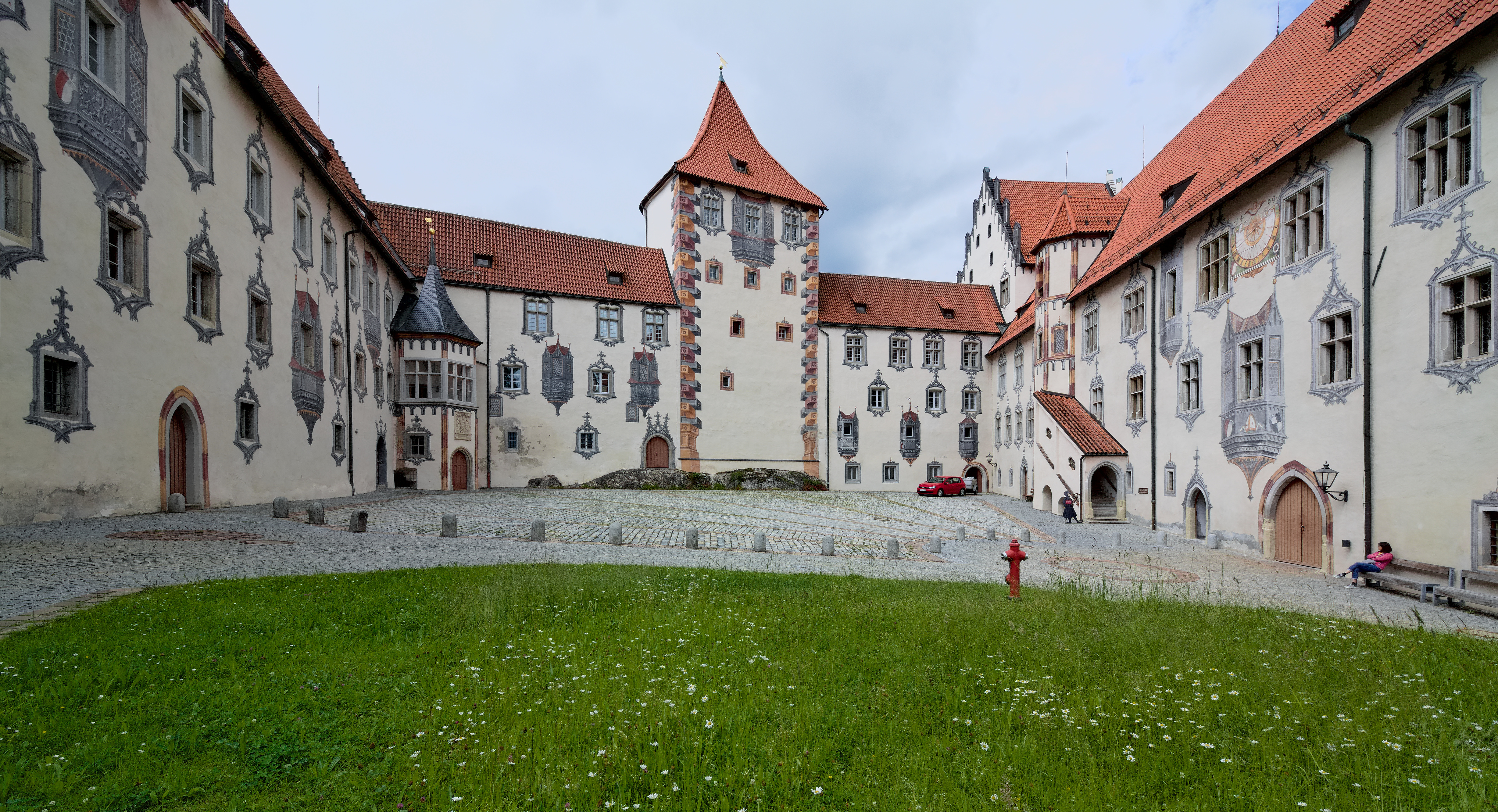
Der Schlosshof

Das gotische Hohe Schloss der Bischöfe von Augsburg liegt auf einem Hügel über der Altstadt von Füssen in Schwaben. Das große Burgschloss gilt als eine der am besten erhaltenen mittelalterlichen Burganlagen Bayerns.

## Geschichte
Auf dem Schlossberg entstand in der späten römischen Kaiserzeit das Kastell Foetibus als Sitz einer Nachschubeinheit der III. Italischen Legion. Bereits um 47 n. Chr. dürfte sich eine der Raststationen der Via Claudia auf dem heutigen Stadtgelände befunden haben.
Die Augsburger Bischöfe gründeten bereits im 8. Jahrhundert das Kloster St. Mang. Die Ruinen des römischen Kastells konnten damals sicherlich noch als willkommener Steinbruch dienen. Im Jahre 1183 schenkten die Augsburger dem Kloster den Gaisberg (Altwik), der später die Burg tragen sollte. Allerdings musste das Kloster sich damals verpflichten, niemals ein weltliches Bauwerk auf dem Hügel zu errichten oder den Berg an einen weltlichen Herrn zu veräußern.
Die Vogtei über das Hochstift Augsburg wurde nach dem Tod des letzten Staufers Konradin zum Streitobjekt zwischen den Bischöfen von Augsburg und den Herzögen von Bayern. Konradin hatte die Vogtei 1266 und 1267 unrechtmäßig an seinen Onkel, den bayerischen Herzog, verpfändet. Herzog Ludwig II. versuchte seine Ansprüche auf das Füssener Gebiet durch die Anlage einer Burg über dem Kloster abzusichern. Im Jahre 1292 kam es nach heftigen Auseinandersetzungen zu einem Vergleich, bei dem der Herzog auf die Burg und den Ausbau weiterer Befestigungen in der Region verzichtete.
Im Jahre 1313 verpfändete Kaiser Heinrich VII. die Vogtei über die Güter des Bistums an Bischof Friedrich I. 1322 erwarb das Hochstift den Burgberg auf dem Tauschweg und machte die Veste zum Sitz des Pflegamtes Füssen. 
Im Jahre 1363 war die Burg bereits in die Stadtbefestigung integriert. In den Jahren ab 1486 erfolgte unter Bischof Friedrich II. von Zollern ein umfangreicher Um- und Ausbau des Pflegschlosses, der das Bild der Anlage bis heute bestimmt.
Ein weiterer Umbau wurde gegen 1680 unter Fürstbischof Johann Christoph von Freyberg begonnen, der aber hauptsächlich die Innenausstattung betraf.
In den Jahren 1798 und 1799 wurde die Burg als österreichisches Zentrallazarett zweckentfremdet und im Jahr darauf von den Franzosen okkupiert. 
In der ersten Hälfte des 19. Jahrhunderts erfolgten einige Renovierungsarbeiten, zeitweilig war das Hohe Schloss sogar als Sommersitz des bayerischen Kronprinzen Maximilian vorgesehen, der sich jedoch für Schloss Hohenschwangau entschied, das er 1832 erwarb. In den Jahren 1862 und 1863 richtete man im Südflügel das Füssener Amtsgericht ein, später wurden sogar einige Wohnungen eingebaut.

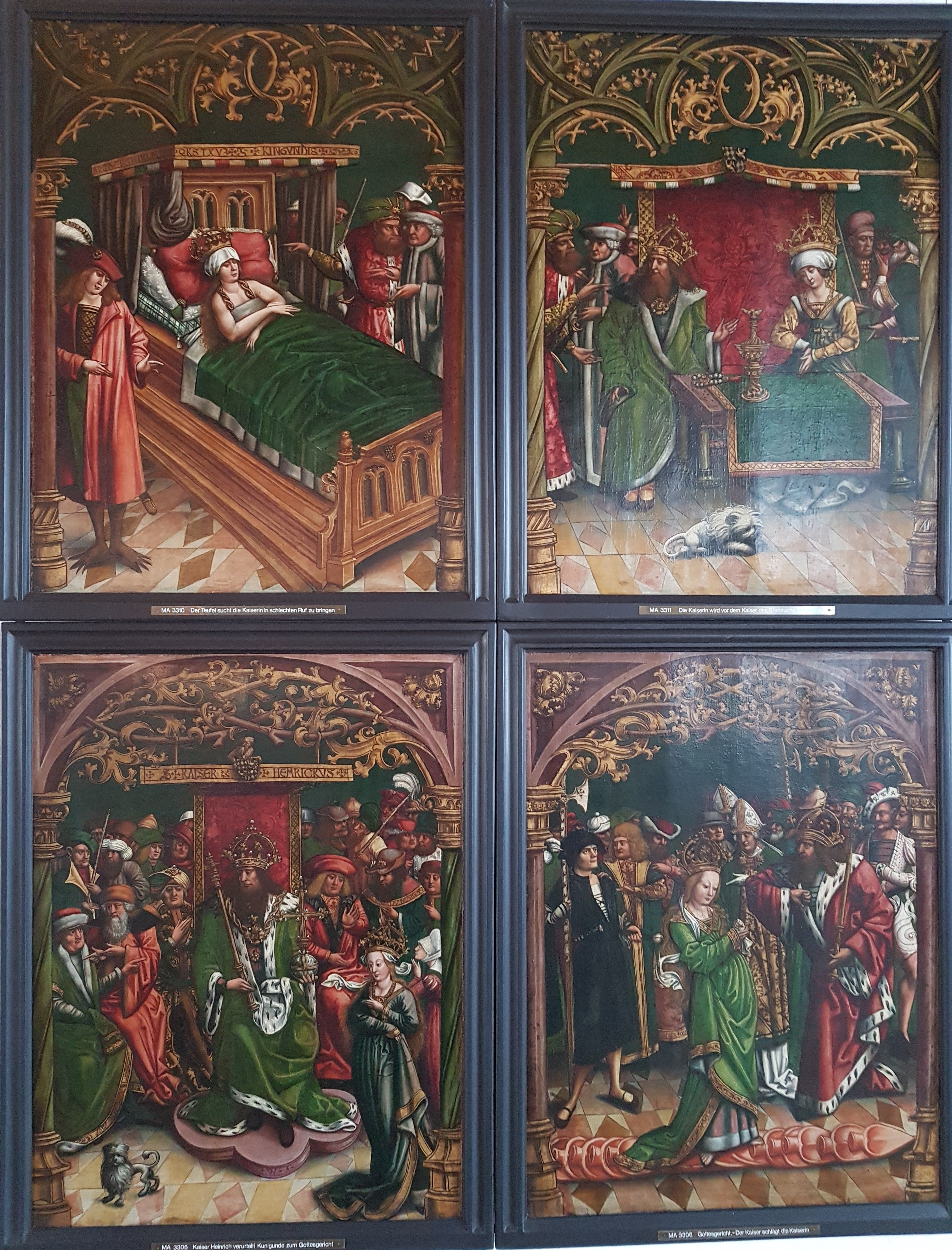
Die Kunigundenlegende (Anf. d. 16. Jh.) v. H. Holbein d. Ä. in der Staatsgalerie

Der Nordflügel beherbergt seit 1931 eine Filialgalerie der Bayerischen Staatsgemäldesammlungen. Schwerpunkt der Dauerausstellung in sechs Räumen ist die schwäbische Malerei der Spätgotik. Im großen Festsaal (Rittersaal) werden zur Ergänzung Allgäuer Skulpturen dieser Zeit präsentiert, unter anderem einige Werke Jörg Lederers.
Die Städtische Galerie im ersten Obergeschoss zeigt neben Werken der „Münchner Schule“ des 19. Jahrhunderts einige Zeichnungen des Grafen Pocci und Arbeiten einheimischer Künstler.
Das Burgschloss wurde in den Jahren 1957/58 und 1966/67 renoviert. Später wurden noch die Illusionsmalereien aufgefrischt und einige Innenräume sowie die Kapelle saniert.

## Baubeschreibung

Rekonstruktion des spätgotischen Ausbauzustandes

Das Hohe Schloss konnte seine spätgotische Baugestalt im Wesentlichen bis heute bewahren. Spätere Veränderungen betrafen vor allem die Innenräume.
Die Burg liegt auf dem östlichen Ausläufer des Höhenzuges, der an seinem anderen Ende die Burg Falkenstein bei Pfronten trägt. Die Wehranlage war in die Stadtbefestigung einbezogen. Das „Hohe Schloss“ bildet zusammen mit dem etwas tiefer liegenden Kloster Sankt Mang ein charakteristisches Ensemble über der Füssener Altstadt.
Die Westseite trennt ein mächtiger, aus dem Fels geschlagener Halsgraben vom Hinterland, wo sich heute der Stadtpark Baumgarten befindet. Dieser „Schlucht“ genannte Graben wurde unter Fürstbischof Friedrich II. von Zollern (1486–1505) ausgebaut. Dahinter schützten der „Hohe Stock“ und der halbrund ausspringende Bergfried die Angriffsseite, die noch durch einen Zwinger verstärkt wird.
Der lang gestreckte, trapezförmige Grundriss der Kernburg passt sich dem Gelände an. Südlich wurde auch hier ein Zwinger vorgelegt, dessen Mauern man im 19. Jahrhundert um die Hälfte erniedrigte. Im Südwesten ist noch die kurze Schenkelmauer der Stadtbefestigung an die Hauptburg angeschlossen. Hier liegt auch das äußere Tor der Burganlage. Der Torweg zieht sich an der Südseite vorbei zum Torturm, in den die Uhr des abgebrochenen Augsburger Torturmes der Stadtmauer eingebaut wurde. Links und rechts schließen sich die Ringmauern mit ihren noch teilweise gedeckten Wehrgängen und einem halbrunden Wehrturm über dem Zwinger an.
Die hufeisenförmige Kernburg öffnet sich nach Osten. Die dreigeschossigen Seitenflügel werden von spätgotischen, fialengeschmückten Giebeln abgeschlossen. Aus der Giebelfront springt der
Chor der Burgkapelle polygonal aus.
Im Westen wacht der mächtige Bergfried (Gefängnisturm) über die Veste. Der Turm ist durch kurze Verbindungsbauten mit den Seitenflügeln verbunden.
Über dem Nordosteck liegt der Storchenturm, der ursprünglich „Hohes Haus“ genannt wurde. Der Wohnturm trägt ein hohes Satteldach mit Giebelfialen.
Die gesamte Burganlage bewahrt noch ihren weiß gekalkten Außenputz, der den gotischen Illusionsmalereien als Träger dient. Als Baumaterial diente meist das anstehende alpine Kalkgestein der Umgebung, aber auch Backsteinziegel und Bachgeröll wurden verwendet. Portale und Fenstergewände bestehen meist aus gefasstem Sandstein.

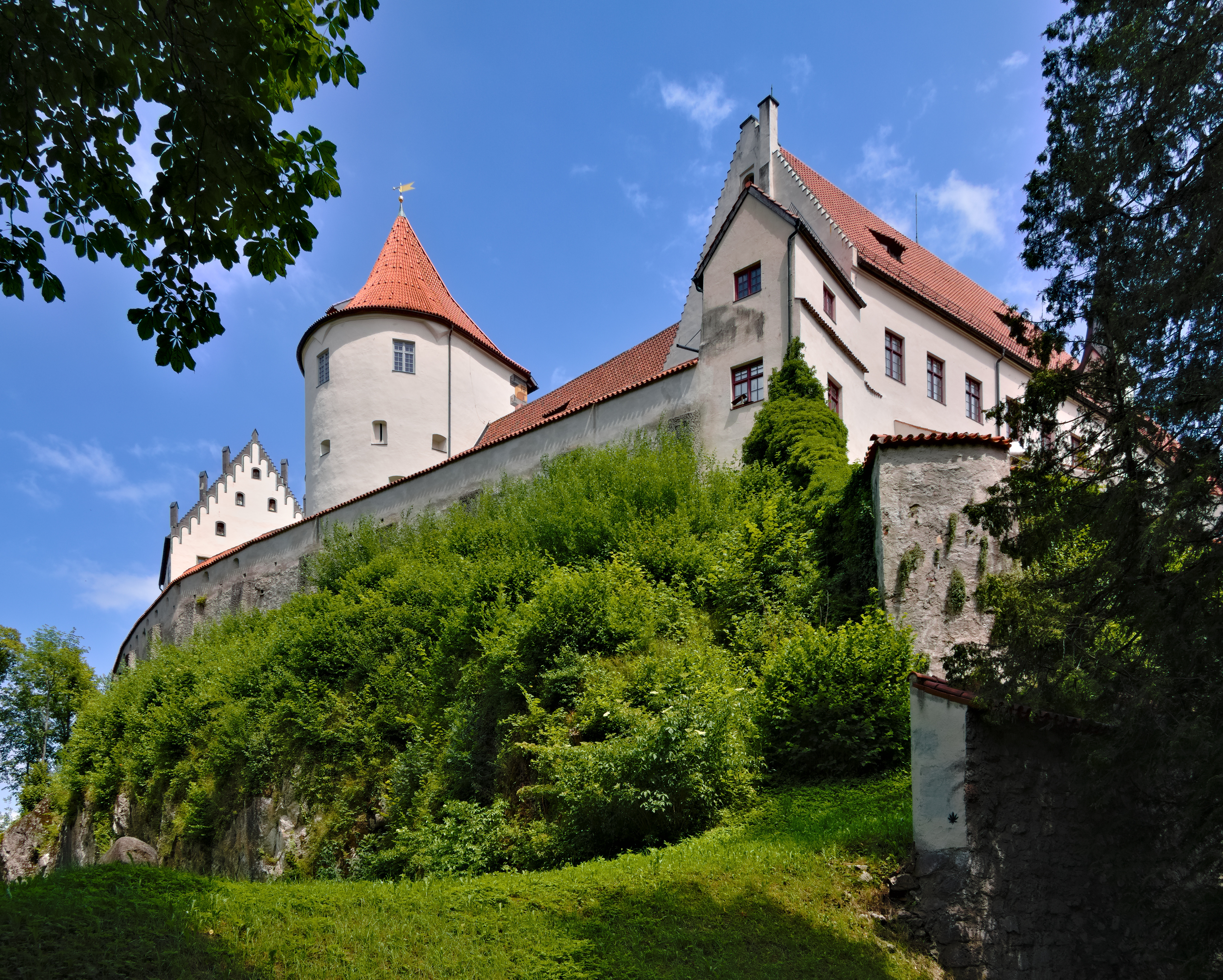
Westseite mit Bergfried
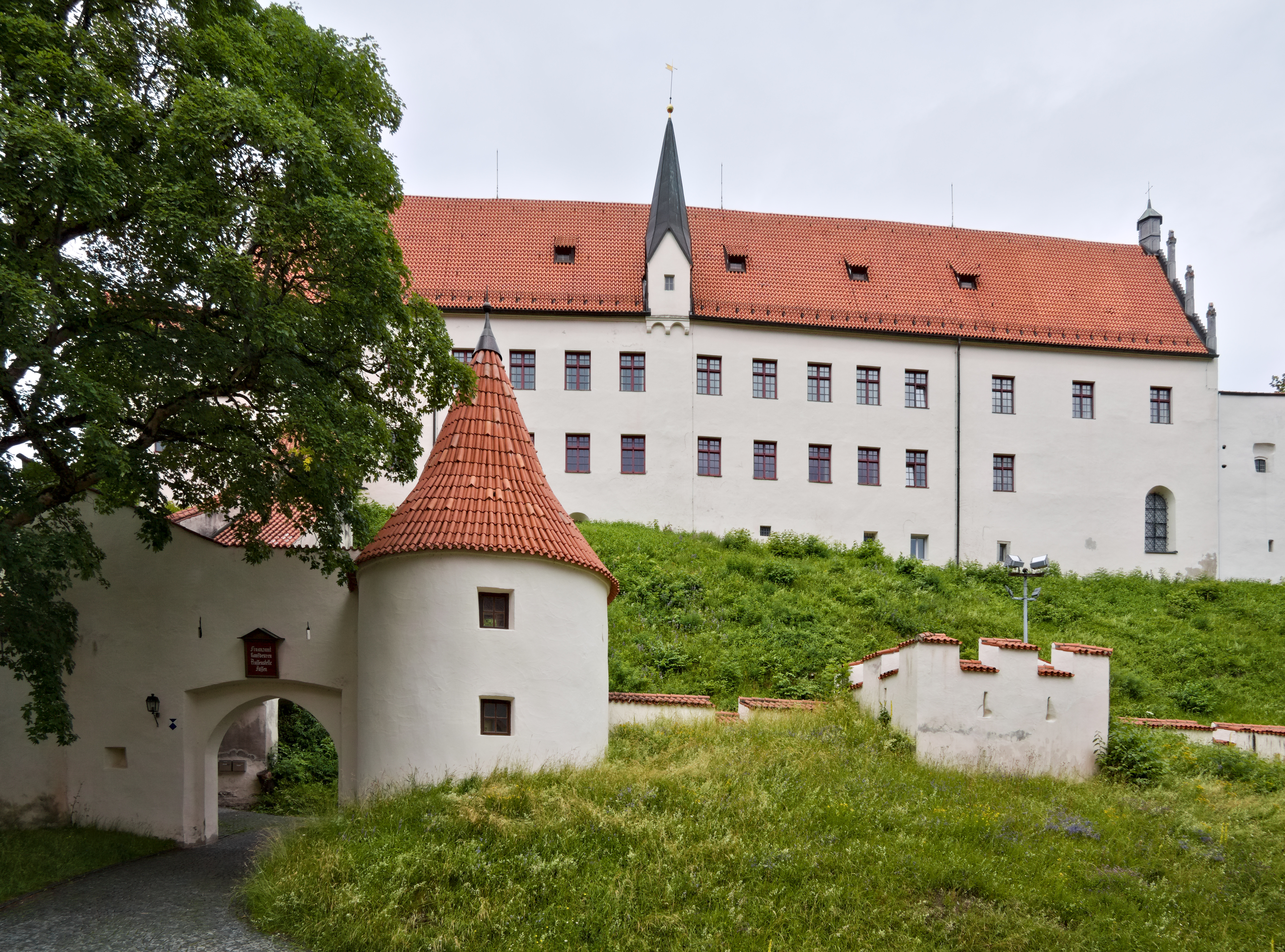
Südseite mit äußerem Tor
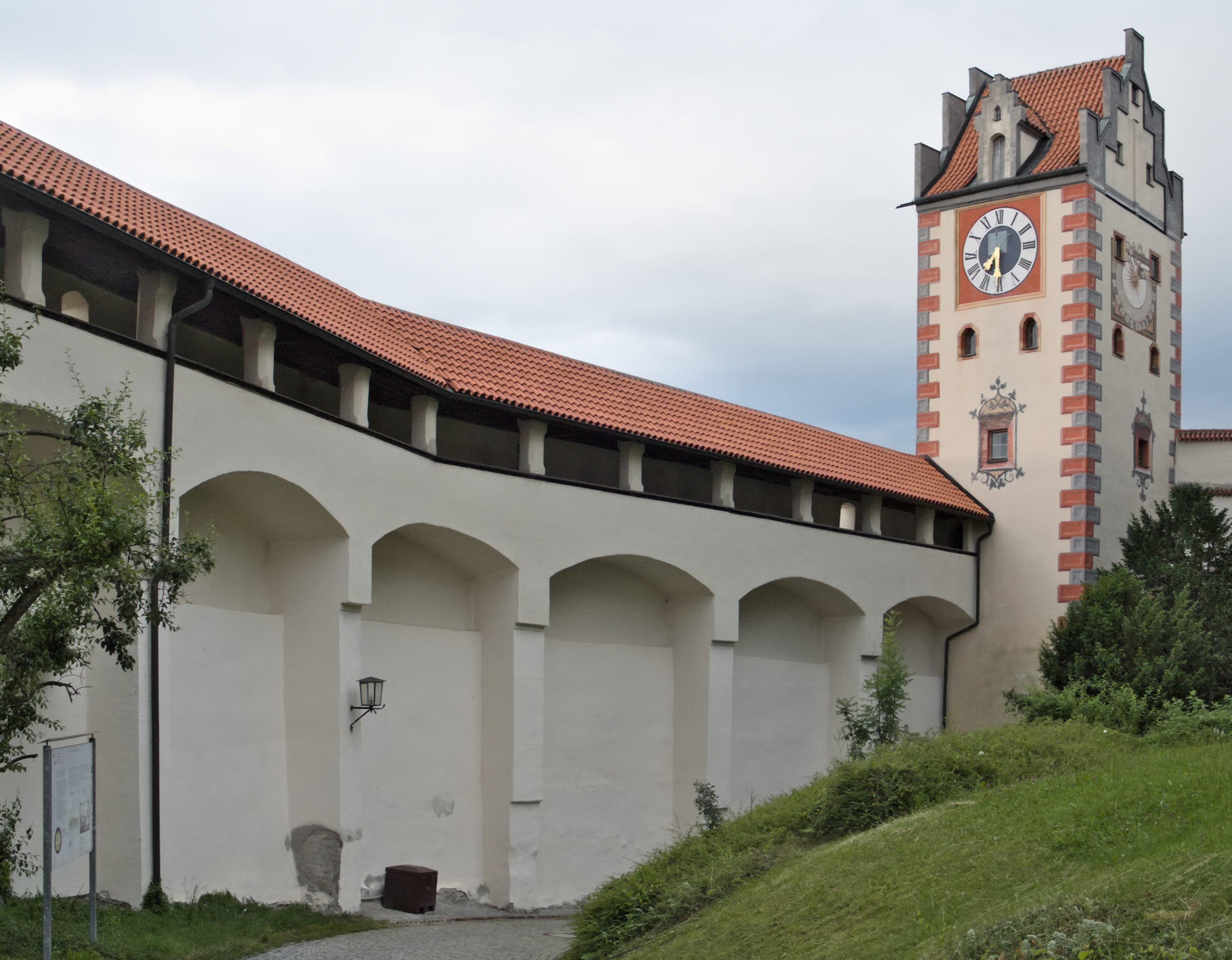
Torturm mit gedecktem Wehrgang
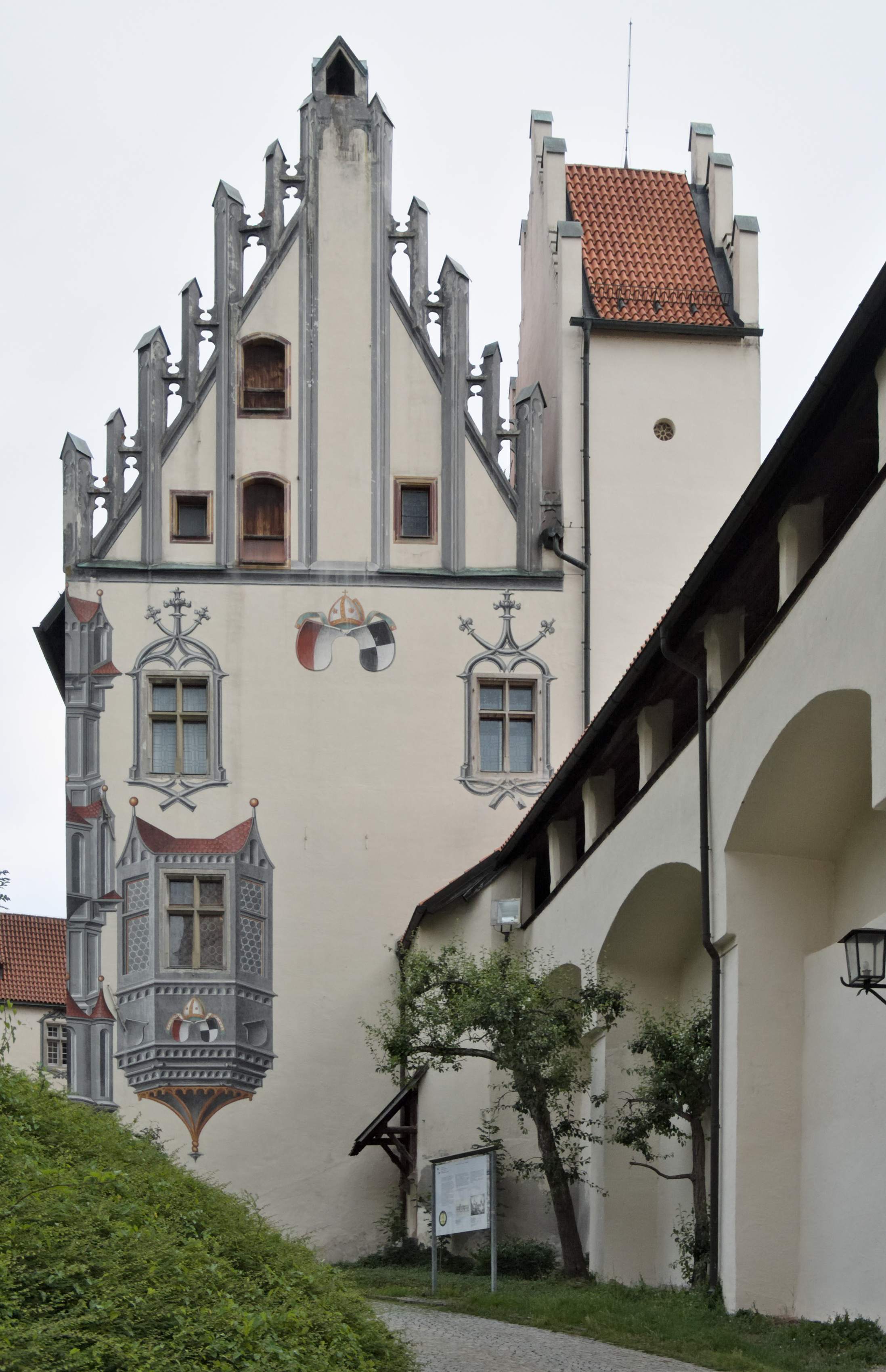
Fialen am Giebel des Nordflügels
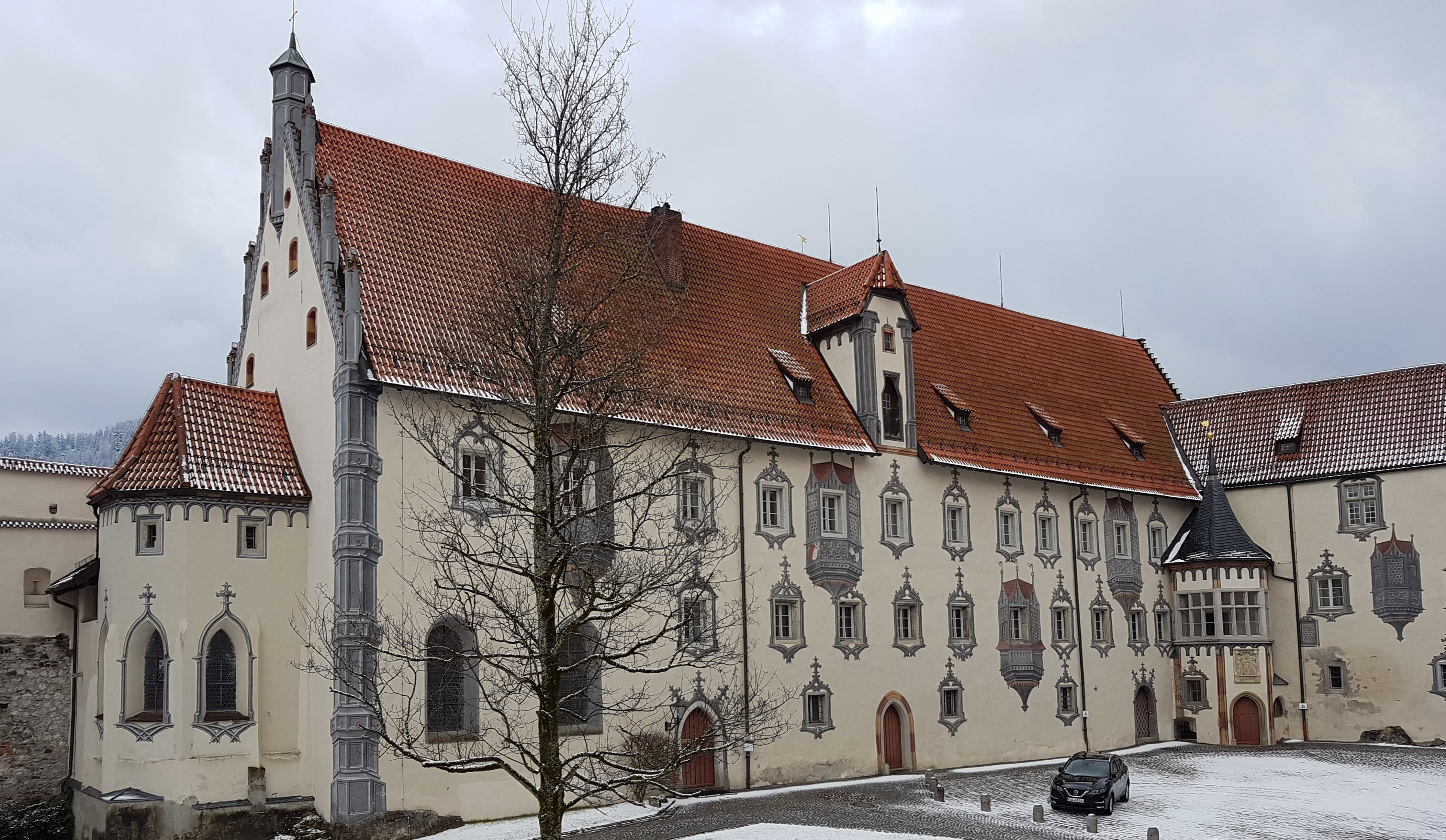
Südflügel mit ausspringender Kapelle

Illusionsmalereien

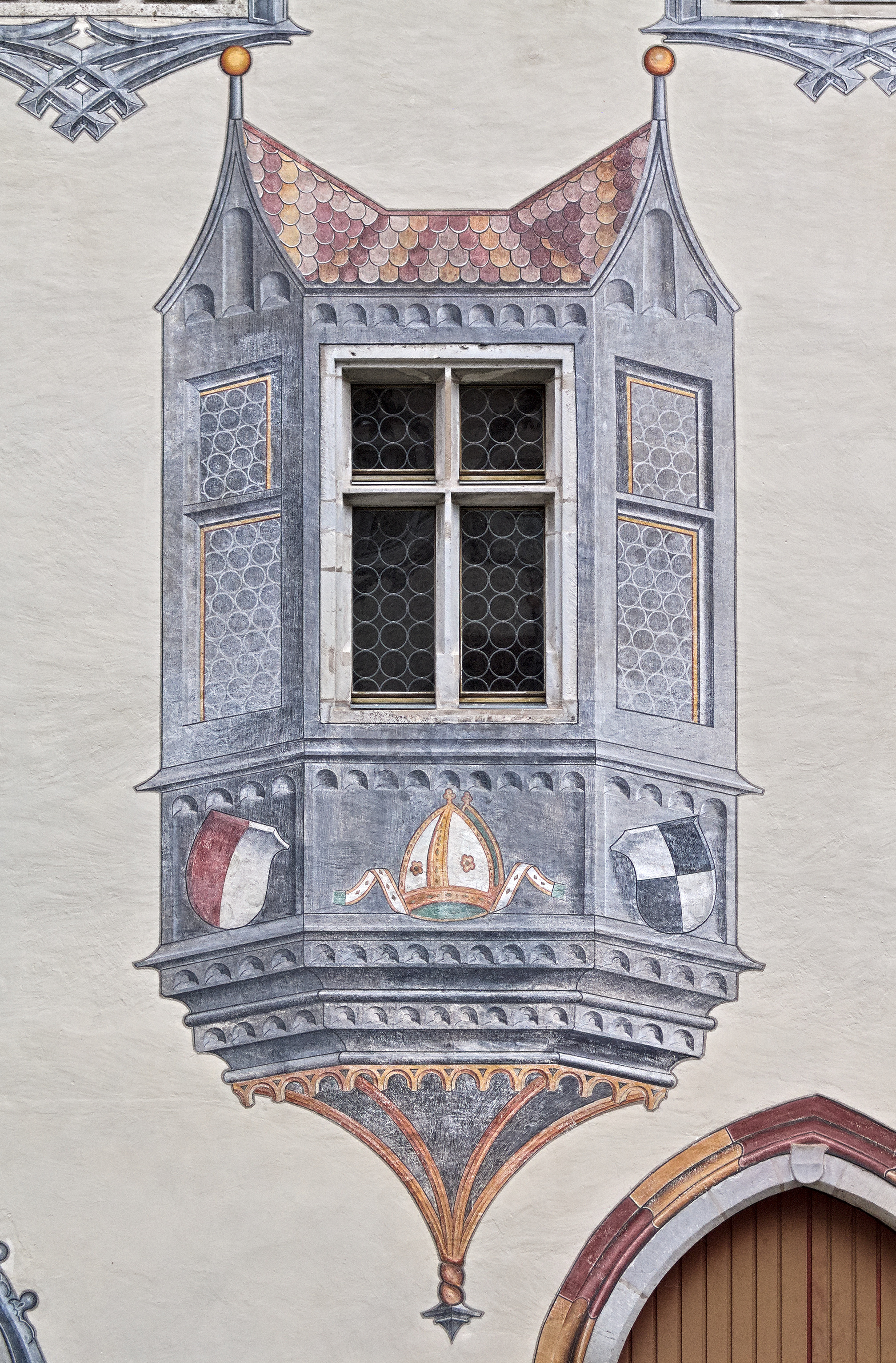
Illusionsmalerei

Die Hoffassaden der Schlossflügel und der Torturm wurden um 1499 mit ungewöhnlich reichen Architektur- und Illusionsmalereien geschmückt. Die Fenster werden von prächtigen Wimpergen mit Krabben- und Kreuzblumenschmuck eingerahmt. Aus den Fassaden springen scheinbar zahlreiche – größere und kleinere – wappenverzierte Erker vor. Als ausführender Meister wird der Hechinger Maler Fidelis Eichele vermutet. Der heutige Bestand ist allerdings stark restauriert.
Innenräume
Trotz der zahlreichen Um- und Einbauten sind noch einige bemerkenswerte Innenräume erhalten geblieben.
Im nördlichen Verbindungsflügel liegen zwei „Franzosenzimmer“ mit spätgotischen Holzdecken.
Der Nordflügel birgt im Erdgeschoss eine spätgotische, kreuzgratgewölbte Halle über fünf quadratischen Pfeilern. Der Rittersaal im 2. Obergeschoss (Staatsgalerie) besitzt eine spätgotische, farbig gefasste (bemalte) Schnitzdecke mit figürlichen Halbreliefs, die Jörg Lederer zugeschrieben werden.
Zahlreiche kleinere Zimmer haben sich ebenfalls ihre Balken- oder Stuckdecken, Kachelöfen, Portale oder Fenstergewände bewahrt, sind jedoch nicht immer öffentlich zugänglich.

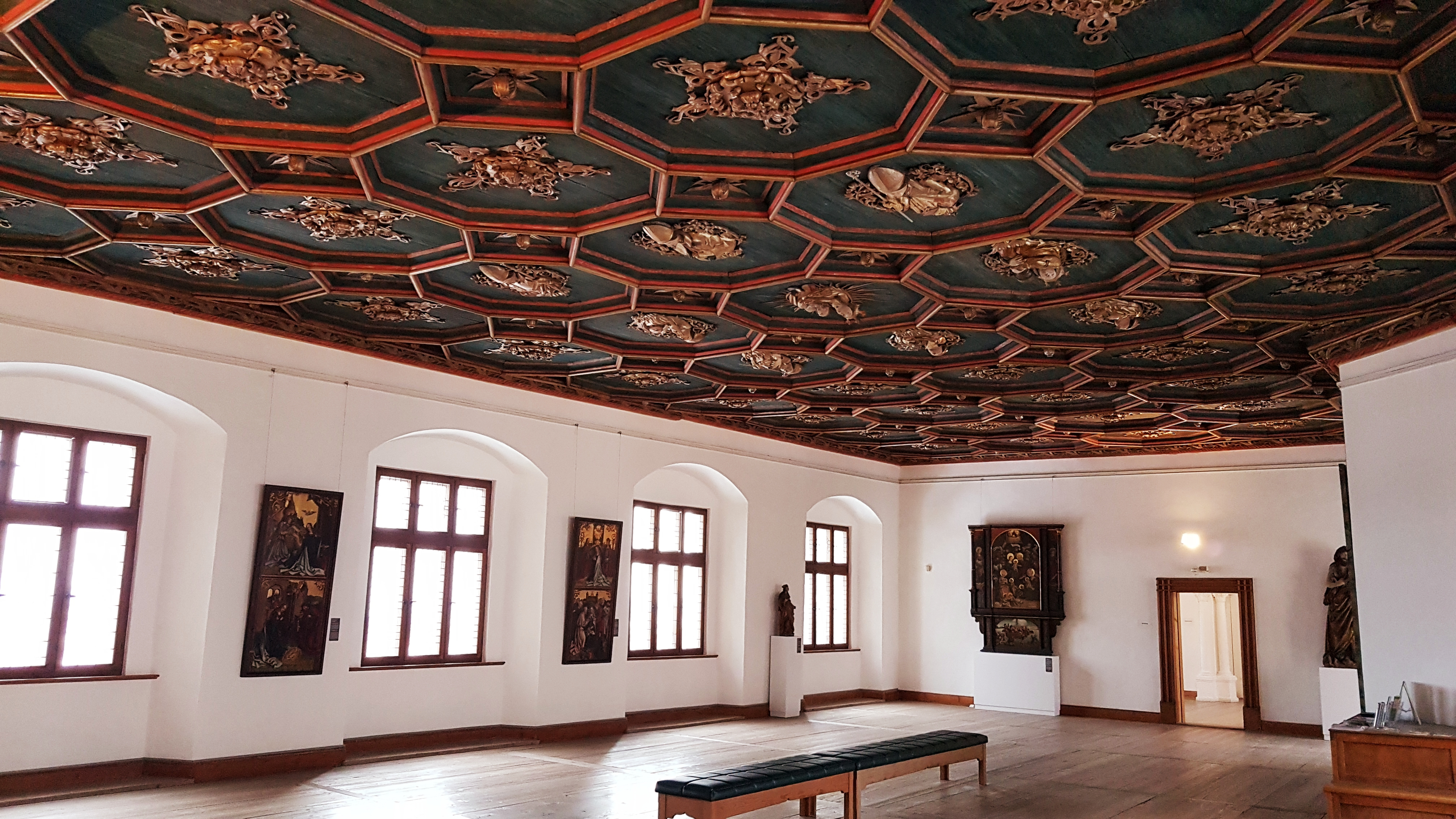
Rittersaal
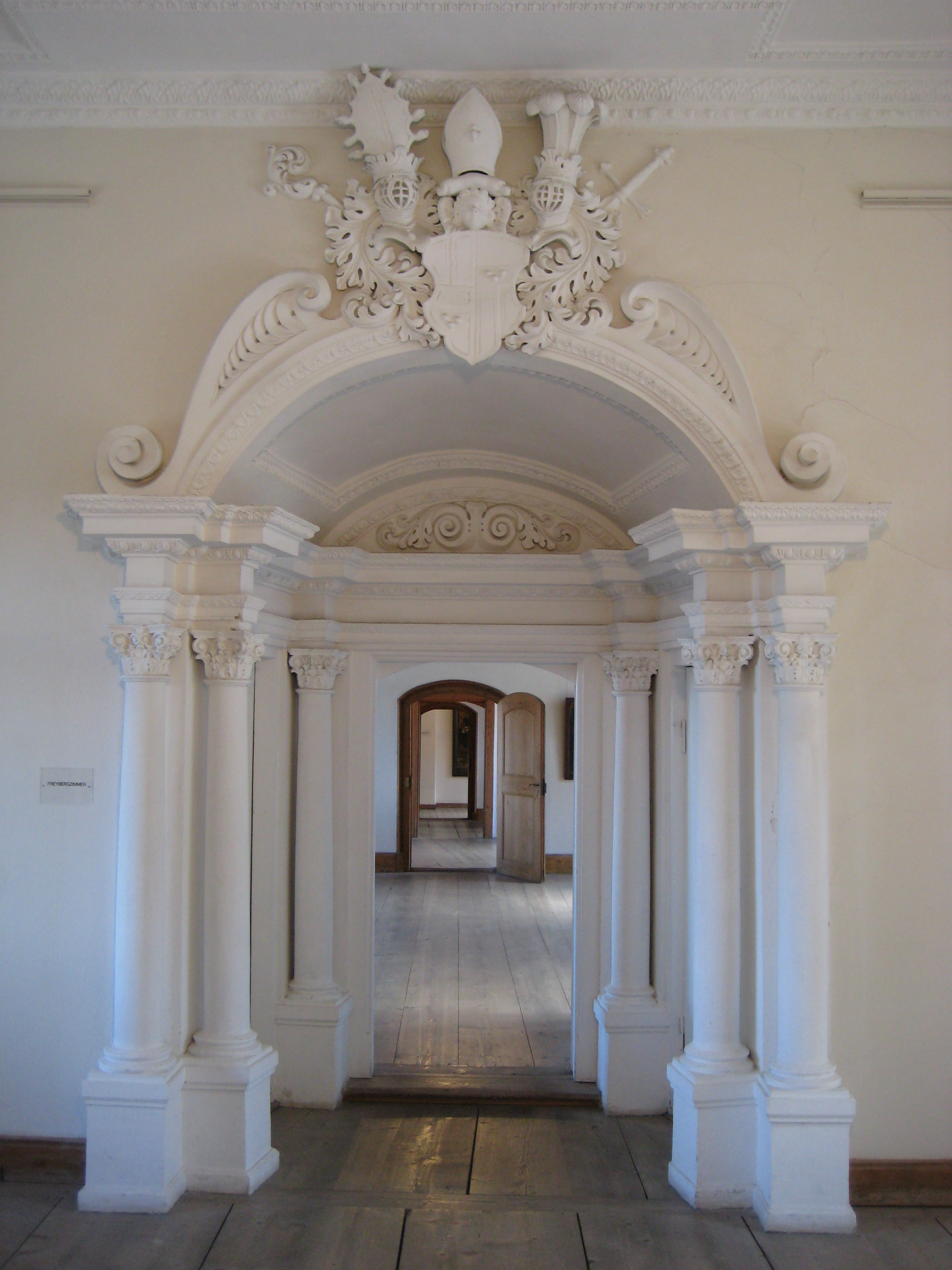
Raumflucht im Nordflügel
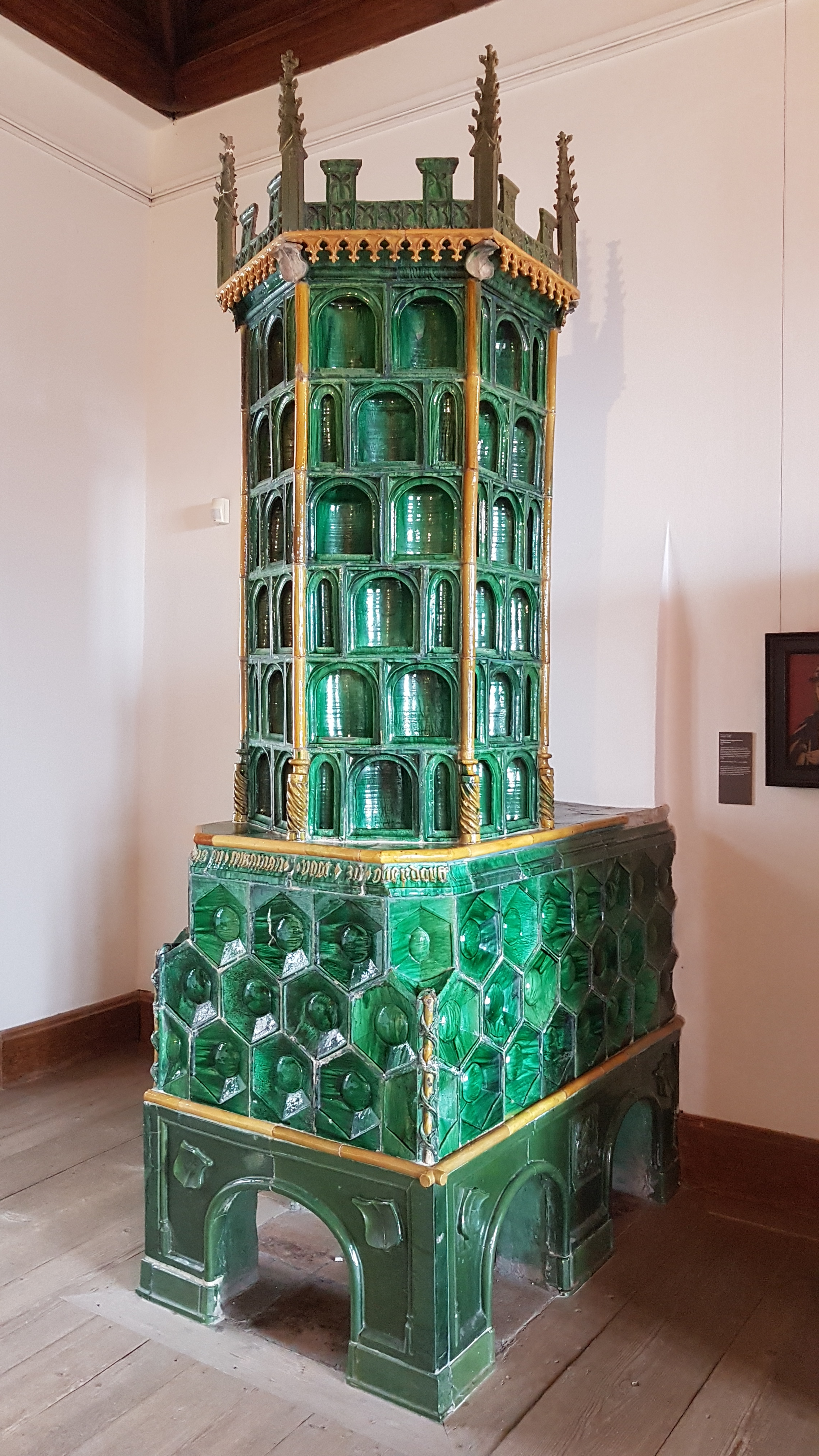
Kachelofen
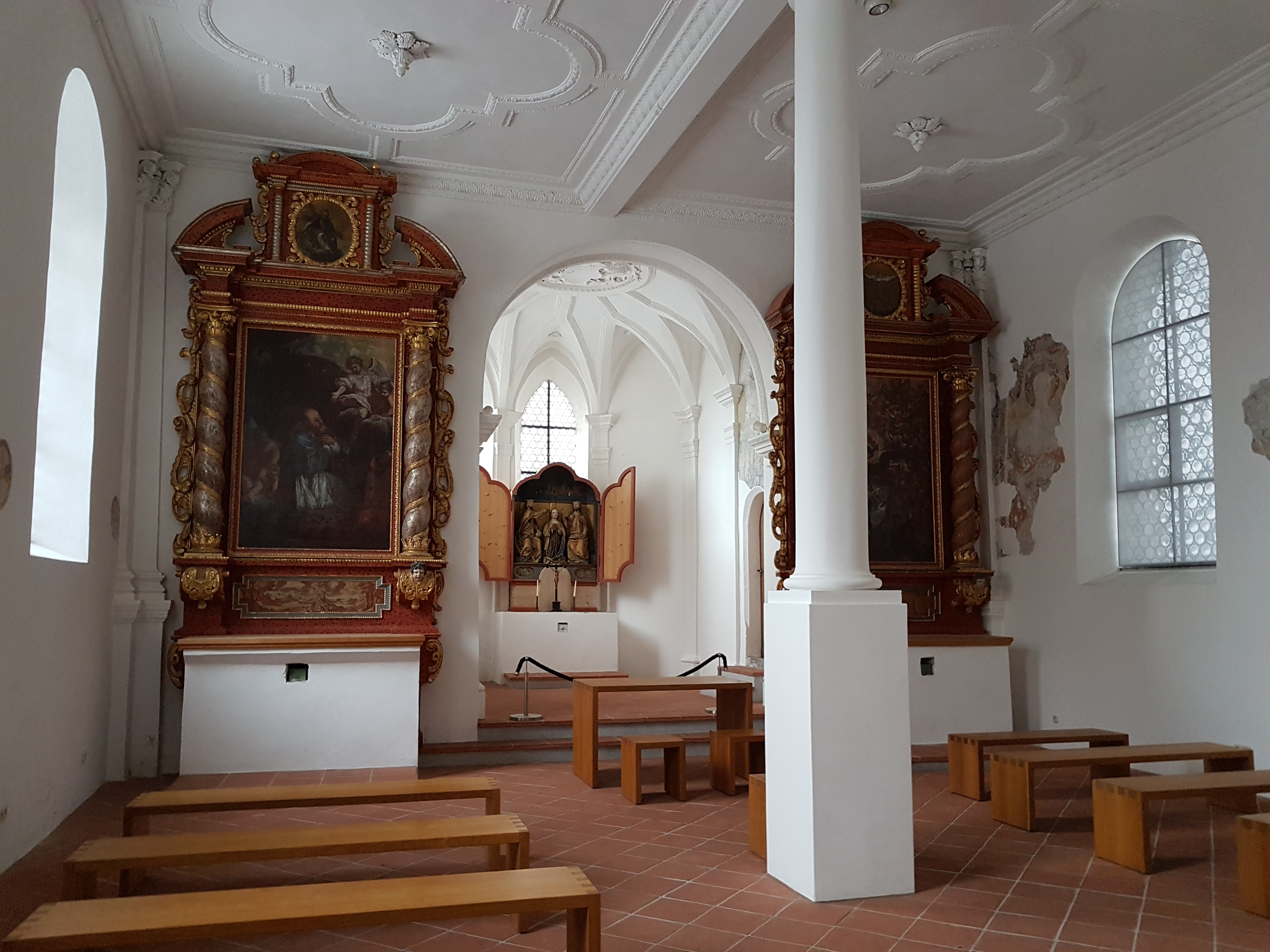
Innenansicht der Schlosskapelle